# Walter Stern (piloto de skeleton)
Walter Stern (Innsbruck, 6 de febrero de 1972) es un deportista austríaco que compitió en skeleton. Ganó una medalla de oro en el Campeonato Europeo de Skeleton de 2003.

## Palmarés internacional
| Campeonato Europeo | Campeonato Europeo   | Campeonato Europeo | Campeonato Europeo |
| Año                | Lugar                | Medalla            | Prueba             |
| ------------------ | -------------------- | ------------------ | ------------------ |
| 2003               | Sankt Moritz (Suiza) | Medalla de oro     | Individual         |